# 武蔵野美術大学出版局
武蔵野美術大学出版局は、1983年に学校法人武蔵野美術大学の全額出資子会社として、主に大学における各種メンテナンス業務を目的に設立され、2001年に株式会社武蔵野美術大学出版局と改称した。2004年4月に大学出版部協会に加盟。武蔵野美術大学ならではの特色ある書籍の刊行を行っている。

## 所在地
- 東京都武蔵野市吉祥寺東町3-3-7